# کاروانسرای امام جمعه
کاروانسرای امام جمعه مربوط به سده‌های متاخر دوران‌های تاریخی پس از اسلام است و در استان اردبیل، شهرستان اردبیل، بخش مرکزی، شهر اردبیل واقع شده و این اثر در تاریخ ۱۸ آذر ۱۳۸۷ با شمارهٔ ثبت ۲۳۹۱۱ به‌عنوان یکی از آثار ملی ایران به ثبت رسیده است.